# Nationalpark Lura-Mali i Dejës
Der Nationalpark Lura-Mali i Dejës (albanisch Parku Kombëtar Lurë-Mali i Dejës) ist ein Nationalpark in Nordostalbanien. Das Schutzgebiet mit einer Fläche von über 19.000 Hektar wurde 2022 geschaffen, indem der Nationalpark Lura (1280 Hektar) und der Nationalpark Zall Gjoçaj (140 Hektar) zusammengelegt und um weitere Gebiete erweitert wurde. Es handelt sich um Bergwelt der Zentralen Gebirgsstöcke (albanisch Vargjet Qendrore).

## Geographie
Die Zentralen Gebirgsstöcke erstrecken sich in Nordalbanien von Süd nach Nord zwischen dem Tal des Mat und dem Tal des Schwarzen Drin (Dibra). Es ist einer von drei Gebirgszügen der Region neben dem Skanderbeggebirge, dem Küstenrandgebirge im Westen, und dem Korabgebirge im Osten. Höchste Erhebung ist der Berg Mali i Dejës mit 2245 m ü. A.
Es handelt sich um zerklüftetes und unklar strukturiertes Gebiet, das von diversen Quertälern durchzogen ist. So fällt die Mali i Dejës im Osten in steilen Felswänden rund 600 Meter nach Zall Gjoçaj ab, das Gebiet wird aber nach Westen entwässert. Nordöstlich erhebt sich die Kunora e Lurës, die in einem schroffen Kalkstein-Felsgipfel ihre höchste Erhebung von 2121 m ü. A. erreicht.
An der Ostflanke der Kunora e Lurës findet sich die größte Sehenswürdigkeit des Parkes, die Lura-Seen. Die sieben Gletscherseen liegen auf Höhen zwischen rund 1650 bis 1750 m ü. A. und heißen: Liqeni i Madh (dt. Großer See) mit 32 Hektar, Liqeni i Zi (dt. Schwarzer See; 8 Hektar), der mit Weißen Seerosen (Nymphaea alba) und Gelben Teichrosen (Nuphar luteum) bedeckte Liqeni i Luleve (dt. Blumensee; 4 Hektar), Liqeni i Lopeve (deutsch Kuh-See), Liqeni i Hotit, Liqeni i Kallabekës, Liqeni i Rrasave und Liqeni i Thatë (dt. Trockener See). Die Größenangaben beziehen sich auf das Frühjahr. Gegen Ende der sommerlichen Trockenzeit haben diese Seen deutlich weniger Wasser. Es gibt weitere kleinere Seen, die dann trocken liegen.
Weitere geographische Besonderheiten des Gebiets sind die Thermalquelle Kroi i Bardhë auf der Westseite der Kunora e Lurës in einem abgeschiedenen Tal und zahlreiche Schluchten wie der Kanion i Shehut të keq oberhalb der Thermalquelle. Quelle, Schlucht und der markante Berg Gur i Gjonit oberhalb von Kurbenesh sind nationale Naturdenkmäler Albaniens.
Der Grat des Mali i Dejës bildet die Südwestgrenze. Im Südosten ist die Mali i Runjës (2047 m ü. A.) Eckpunkt. Von dort folgt die Grenze dem Grat an der Westseite des Drin-Tals rund 20 Kilometer nach Norden. Nach Südwesten führend zieht sich die Grenze über rund 18 Kilometer bis vor Kurbnesh und von dort wieder nach Süden zur Mali i Dejës. Neben Kurbenesh im Nordwesten liegen auch Cidhën und Sina im Osten sowie Pregj-Lura und Krej-Lura im Norden gleich außerhalb des Nationalparks. Die übrigen Dörfer von Lura, Mërkurth und Zall Gjoçaj liegen innerhalb des Parks, weisen aber nur eine sehr kleine Bevölkerungszahl auf. 

## Flora und Fauna
1966 wurde Berggebiet oberhalb von Lura wegen des damals noch dichten Waldbestandes und der besonderen Lage der Seen zum Nationalpark erklärt. 
Im Gebiet des Nationalparks ist eine große Vielfalt von Pflanzen zu finden, darunter einige endemische. Am häufigsten anzutreffen zwischen 1000 und 2000 Metern ist Buchenwald (Fagus sylvatica). Es kommt auch Mischwald vor und reiner Nadelholzbestand aus Weißtanne (Abies alba) und Kiefernarten. Zwischen 1600 und 1700 Meter ist Schwarzkiefer (Pinus nigra) vorherrschend. Darüber gedeihen noch bis 2000 Meter Bergkiefernarten (einzelne Pinus heldreichii) und bis 1700 Meter die Makedonische Kiefer (Pinus peuce). Letztere ist vom Aussterben bedroht und kommt allgemein nur im westlichen Balkan vor.
Die Literatur erwähnt Tiere wie Wölfe, Wildkatzen, Luchse und Braunbären. Angaben über den Tierbestand liegen nicht vor. Einige endemische Weichtiere, Krebse und Insekten sind nachgewiesen. In den Seen leben Bachforellen (Salmo trutta fario) und Bergmolche (Triturus alpestris).

## Ökologische Probleme
Weite Gebiete der Region wurden nach dem Zusammenbruch des kommunistischen Regimes von der verarmten Bevölkerung weitgehend abgeholzt, darunter auch Gebiete innerhalb des ehemaligen Nationalparks Lura. Während davon ausgegangen wird, dass im Lura-Nationalpark rund zwei Drittel der Bäume gefällt worden sind, fehlen für die zuvor ungeschützten Teile des heutigen Nationalparks jegliche Informationen. Wälder haben vermutlich nur in den entlegensten Gebieten überstanden, und auch die Auswirkungen auf die Fauna und andere Pflanzen ist unklar. Viele abgeholzte Gebiete sind heute Buschland. Mit Wiederaufforstungsprojekten wird versucht, die zerstörten Wälder wiederherzustellen. Ein nationales Baumfällverbot für den Zeitraum 2016 bis 2026 soll der Natur helfen, sich zu erholen.
Die Bewohner von Zall Gjoçaj kämpfen gegen den Bau eines Wasserkraftwerks innerhalb des Nationalparks.

## Tourismus
Der Tourismus im Nationalpark ist kaum entwickelt, was primär an seiner Abgeschiedenheit liegt. Die Straße Rrëshen–Burrel ist asphaltiert, aber die 40 Kilometer von Perlat bis Lura sind bisher in einem schlechten Zustand. 2024 wurde an der Asphaltierung der Strecke gearbeitet. Die übrigen Verbindungen nach Lura und die Straße weiter hinein in den Nationalpark sind noch schlechter. Allradantrieb und trockene Verhältnisse sind vorausgesetzt.
Abgesehen von den beiden schlechten Straßenverbindungen durch den Park und der Straße nach Zall Gjoçaj kann der Park nur zu Fuß erkundet werden. Markierte Wanderwege fehlen.
In Lura gibt es einige Unterkünfte für Besucher.